# Heinz Hunger (Politiker)
Heinz Hunger (* 21. April 1938 in Bielefeld; † 31. Juli 2008 ebenda) war ein deutscher Politiker (SPD). Er war Mitglied des nordrhein-westfälischen Landtags.
Der gelernte Buchbinder wuchs als Sohn eines Schlossers in Vilsendorf bei Bielefeld auf, trat früh in die Falken ein und gehörte seit 1956 der SPD an. Von 1967 bis 1980 war er Geschäftsführer des SPD-Unterbezirks Bielefeld, von 1985 bis 1990 hatte er den Vorsitz des SPD-Unterbezirks Bielefeld inne. Heinz Hunger war Mitglied des Bundesparteirates der SPD. Von 1966 bis 1989 gehörte er dem Rat der Stadt Bielefeld an und fungierte dort zudem ab 1969 als Fraktionsgeschäftsführer. Mitglied des Landtags war er von 1980 bis 2000 und gehörte im Parlament als ordentliches Mitglied dem Ausschuss für Städtebau- und Wohnungswesen sowie dem Verkehrsausschuss an. 15 Jahre lang war er verkehrspolitischer Sprecher seiner Fraktion. Nach seinem Ausscheiden aus dem Landtag im Jahre 2000 zog sich Hunger von der Landes- und Kommunalpolitik zurück, blieb aber bis zu seinem Tod z. B. als Mitglied des Parteirats der SPD politisch aktiv. Heinz Hunger hatte zwei Kinder. Er wurde auf dem Alten Friedhof am Jahnplatz in Bielefeld beerdigt.